# Curtara compacta
Curtara compacta är en insektsart som beskrevs av Delong 1980. Curtara compacta ingår i släktet Curtara och familjen dvärgstritar. Inga underarter finns listade i Catalogue of Life.